# Billy Gray (attore 1938)
Billy Gray, nato William Thomas Gray (Los Angeles, 13 gennaio 1938), è un attore statunitense.

## Biografia
Gray è nato a Los Angeles, da William H. e Beatrice Gray, un'attrice. Billy Gray iniziò a recitare e lavorò in più di 200 film e con star come Humphrey Bogart, Doris Day, Bob Hope, William Holden, Judith Anderson, Pat O'Brien e Barbara Stanwyck. Non frequentò la scuola e fu educato da insegnanti assunti dagli studi cinematografici, spesso tenendo le lezioni in tende allestite tra gli studi. Ha interpretato un giovane Jim Thorpe in Pelle di rame e ha recitato nel film di fantascienza Ultimatum alla Terra. Ha interpretato Tagg "Bull's Eye" Oakley, fratello minore di Annie Oakley nell'episodio pilota della serie Annie Oakley. Ha recitato nella serie televisiva Papà ha ragione ed è stato nominato per il Primetime Emmy Award come miglior attore non protagonista in una serie comica. Suo padre morì quando lui aveva 16 anni, mentre stava lavorando allo show. Era stato scelto per il ruolo di Plato in Gioventù bruciata, ma poiché un ritardo nelle riprese interferiva con il suo impegno con Papà ha ragione, dovette rinunciare al ruolo. Fu arrestato per possesso di marijuana nel 1962 e scontò 45 giorni di carcere, il che pose fine alla sua carriera di attore. Dal 1970 al 1995 è stato pilota di speedway e promotore di gare. Si è poi dedicato a invenzioni e all'imprenditorialità. È un collezionista di motociclette e un uomo d'affari.

## Vita privata
Gray ha sposato e divorziato da Helena Kallianiotes (1967–1969) e Donna Wilkes (1981–1981). A luglio 2020, Gray vive a Topanga, in California, nella stessa casa che ha acquistato nel 1957 mentre lavorava a Papà ha ragione.

## Filmografia parziale

### Cinema
- Domani saranno uomini (Fighting Father Dunne), regia di Ted Tetzlaff (1948)
- L'uomo che era solo (Father Is a Bachelor), regia di Abby Berlin e Norman Foster (1950)
- L'amante del bandito (Singing Guns), regia di R.G. Springsteen (1950)
- Il diritto di uccidere (In a Lonely Place), regia di Nicholas Ray (1950)
- L'imprendibile signor 880 (Mister 880), regia di Edmund Goulding (1950)
- Pelle di rame (Jim Thorpe – All-American), regia di Michael Curtiz (1951)
- Vecchia America (On Moonlight Bay), regia di Roy Del Ruth (1951)
- Ultimatum alla Terra (The Day the Earth Stood Still), regia di Robert Wise (1951)
- Talk About a Stranger, regia di David Bradley (1952)
- Desiderio di donna (All I Desire), regia di Douglas Sirk (1953)
- By the Light of the Silvery Moon, regia di David Butler (1953)
- The Girl Next Door, regia di Richard Sale (1953)
- The Outlaw Stallion, regia di Fred F. Sears (1954)
- Eravamo sette fratelli (The Seven Little Foys), regia di Melville Shavelson (1955)
- The Explosive Generation, regia di Buzz Kulik (1961)
- The Navy vs. the Night Monsters, regia di Michael A. Hoey (1966)
- Dusty and Sweets McGee, regia di Floyd Mutrux (1971)
- La notte dei demoni (Werewolves on Wheels), regia di Michel Levesque (1971)

### Televisione
- Le avventure di Gene Autry (The Gene Autry Show) – serie TV, episodi 1x05-1x17 (1950)
- Adventures of Superman – serie TV, episodio 2x05 (1953)
- Papà ha ragione (Father Knows Best) – serie TV (1954-1960)
- TV Reader's Digest – serie TV, episodio 2x25 (1956)
- L'uomo ombra (The Thin Man) – serie TV, episodio 1x04 (1957)
- Peter Gunn – serie TV, episodio 2x34 (1960)
- Carovana (Stagecoach West) – serie TV, episodio 1x03 (1960)
- General Electric Theater – serie TV, episodi 9x18-9x28 (1961)
- Alfred Hitchcock presenta (Alfred Hitchcock Presents) – serie TV, episodio 7x01 (1961)
- Sotto accusa (Arrest and Trial) – serie TV, episodio 1x26 (1964)
- The Greatest Show on Earth – serie TV, episodio 1x16 (1964)
- Gli uomini della prateria (Rawhide) – serie TV, episodio 7x17 (1965)
- Le spie (I Spy) – serie TV, episodio 2x02 (1966)